# Il Sole 24 Ore
Il Sole 24 Ore (pronunciación en italiano: /il ˈsoːle ventiˌkwatˈtroːre/) (en español: El Sol las 24 Horas) es un diario nacional italiano dirigido a los negocios. El periódico es propiedad de Confindustria, la federación patronal italiana.

## Historia
Il Sole 24 Ore, salió a la luz por primera vez el 9 de noviembre de 1965, como una fusión entre los diarios Il Sole, periódico fundado en 1865, y el diario 24 Ore, fundado en 1933. Mientras el primero era un diario generalista, el segundo había sido fundado por jóvenes economistas como Ferdinando di Fenizio, Libero Lenti y Roberto Tremelloni, el 15 de febrero de 1933. El propietario de Il Sole 24 Ore es Confindustria.
Il Sole 24 Ore, tiene su sede en Milán y es editado en formato sábana. Sus intereses van de los negocios a la política, pasando por mundo del trabajo, el derecho mercantil y del trabajo o noticias corporativas y de grandes multinacionales. Para informar de las bolsas de valores y de los mercados cuenta con un suplemento diario titulado Finanza e Mercati.
Además, cuenta con suplementos semanales como:
- Domenica (domingo): arte, literatura, filosofía, teatro, cine, libros y noticias relacionadas;
- Plus24 (sábado): ahorro, análisis de mercados, mercado inmobiliario y otros temas de inversión;
- Nòva 24 (domingo): ciencia y tecnología.

Los suplementos, de tirada irregular, también son elaborados partiendo de un tema específico, como puede ser un determinado sector empresarial o un tema de actualidad.

## Circulación
En 1988 la circulación de Il Sole 24 Ore fue de 320 000 copias. En 1997 fue el quinto periódico italiano por ventas, con una circulación de 368 652 copias.
La circulación en el año 2000 llegó hasta las 520.000, y al año siguiente se contabilizaron 414 000 copias. En 2004, la tirada bajó a 373 723 copias; aun así, fue el cuarto periódico más vendido en Italia. En 2008, dado el auge de la prensa digital, su circulación fue de 334 076 copias.

## Sistema integrado y servicios profesionales
El periódico impreso se presenta como parte de un sistema de información integrado que incluye:
- Radio 24: radio generalista de noticias; incluye banda en FM ;
- Radiocor: agencia de información financiera y de negocios ;
- 24 Minuti: periódico gratuito (desaparecido);
- ilsole24ore.com: periódico en línea;
- 24ore.tv: canal de televisión (desaparecido);

En el ámbito de los servicios a medida para profesionales y empresas, el Grupo goza de una posición sólida en el mercado gracias a sus bancos de datos, servicios en línea y programas de capacitación. Cotiza en la bolsa de valores de Milán desde el 6 de diciembre de 2007. El Grupo 24 Ore también ha creado 24 Ore Cultura, empresa dedicada a la organización de exposiciones y eventos culturales.